# Ximenia glauca
Ximenia glauca är en tvåhjärtbladig växtart som först beskrevs av Defilipps, och fick sitt nu gällande namn av B. Bentouil. Ximenia glauca ingår i släktet Ximenia och familjen Ximeniaceae. Inga underarter finns listade i Catalogue of Life.